# Dasychira bimaculata
Dasychira bimaculata is een vlinder uit de familie spinneruilen (Erebidae), onderfamilie donsvlinders (Lymantriinae). De wetenschappelijke naam van deze soort is voor het eerst geldig gepubliceerd in 1926 door Aurivillius.
De soort komt voor in tropisch Afrika.